# Olten
Olten je město ve švýcarském kantonu Solothurn. Žije zde přibližně 18 tisíc obyvatel a je tak největším městem kantonu.
Vlakové nádraží Olten je vzdálené třicet minut cesty od Curychu, Bernu, Basileje i Lucernu, i proto se Oltenu přezdívá „železniční uzel Švýcarska“.

## Geografie

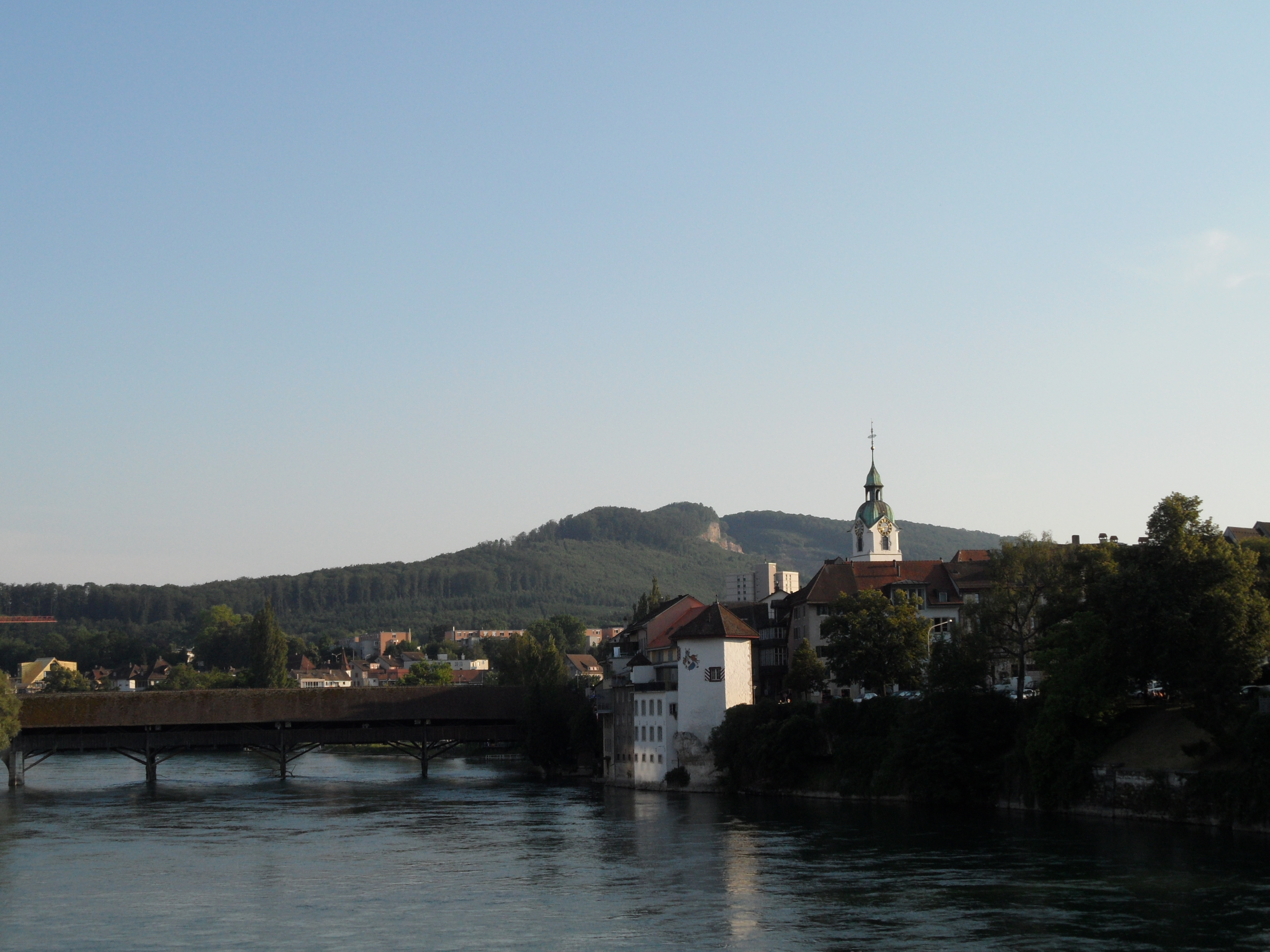
Řeka Aara a Staré město

Olten leží v kotlině po obou stranách řeky Aary na jižním úpatí Jury, mezi nejjižnějším masivem Faltenjury a před ním ležícími kopci Born, Engelberg a Säli, z nichž poslední je považován za typickou horu Oltenu. Na jihu je součástí území obce polovina velkého cyklu Aary mezi Bornem a Säli, údolí Ruttigertal a oblast Ruppoldingenu jižně od Bornu. Mezi Bornem a úbočím Jury leží severovýchodní cíp nížiny Gäu s řekou Dünnern na území města Olten.
Od roku 2009 má Olten celkovou rozlohu 11,49 km². Z tohoto areálu se 1,46 km², tedy 12,7 %, využívá k zemědělským účelům, zatímco 4,81 km², tedy 41,9 %, je zalesněn. Zbytek země, 4,65 km² (40,5 %), zabírají silnice a budovy. Méně než jedno procento pak zabírají vodní plochy, 0,5 % je nevyužívaná půda. Obecně se Olten dělí na Nové a Staré město, přičemž Staré město se nachází v ohybu řeky Aary a Dünnern. Většina Nového města byla poprvé vybudována v 19. století, kdy se začalo poprvé stavět po obou stranách řeky z důvodu vyčerpání místa na levém břehu.
Sousedními obcemi Oltenu jsou Boningen, Kappel a Wangen bei Olten na západě města, Trimbach a Winznau na severu, Starrkirch-Wil a Dulliken na východě a obce Aarburg a Rothrist v kantonu Aargau na jihu. Olten je tak centrem menší aglomerace s přibližně 50 000 obyvateli.

## Historie

Letecký pohled (1919)

V blízkosti Oltenu byly nalezeny různé artefakty ze starověku, věk těch nejstarších bývá odhadován na 16 až 14 tisíc let. Četné archeologické nálezy dokládají, že na náhorní plošině v centru Oltenu existovalo již v době římské významné sídliště, ačkoli se jeho název nedochoval v žádných nápisech. Kvůli mnoha nalezeným římským artefaktům dalo město koncem 19. století nově vytyčené ulici v sousedství severně od kapucínského kláštera název Römerstrasse. V oblasti mezi řekou Aarou a ulicí Baslerstrasse se nacházel malý vicus, římská vesnice na hlavní dopravní tepně mezi městem Aventicum a legionářským táborem Vindonissa. V městských částech Im Grund a Römerpark byly objeveny rozsáhlé ruiny římských venkovských domů z 1. století n. l. V těchto místech se nachází i několik památek. V pozdní antice zde Římané vybudovali silně opevněnou pevnost - podobně jako v Solothurnu - pravděpodobně k zabezpečení přechodu přes řeku, jejíž obvodová zeď posloužila ve vrcholném středověku jako základ městských hradeb.

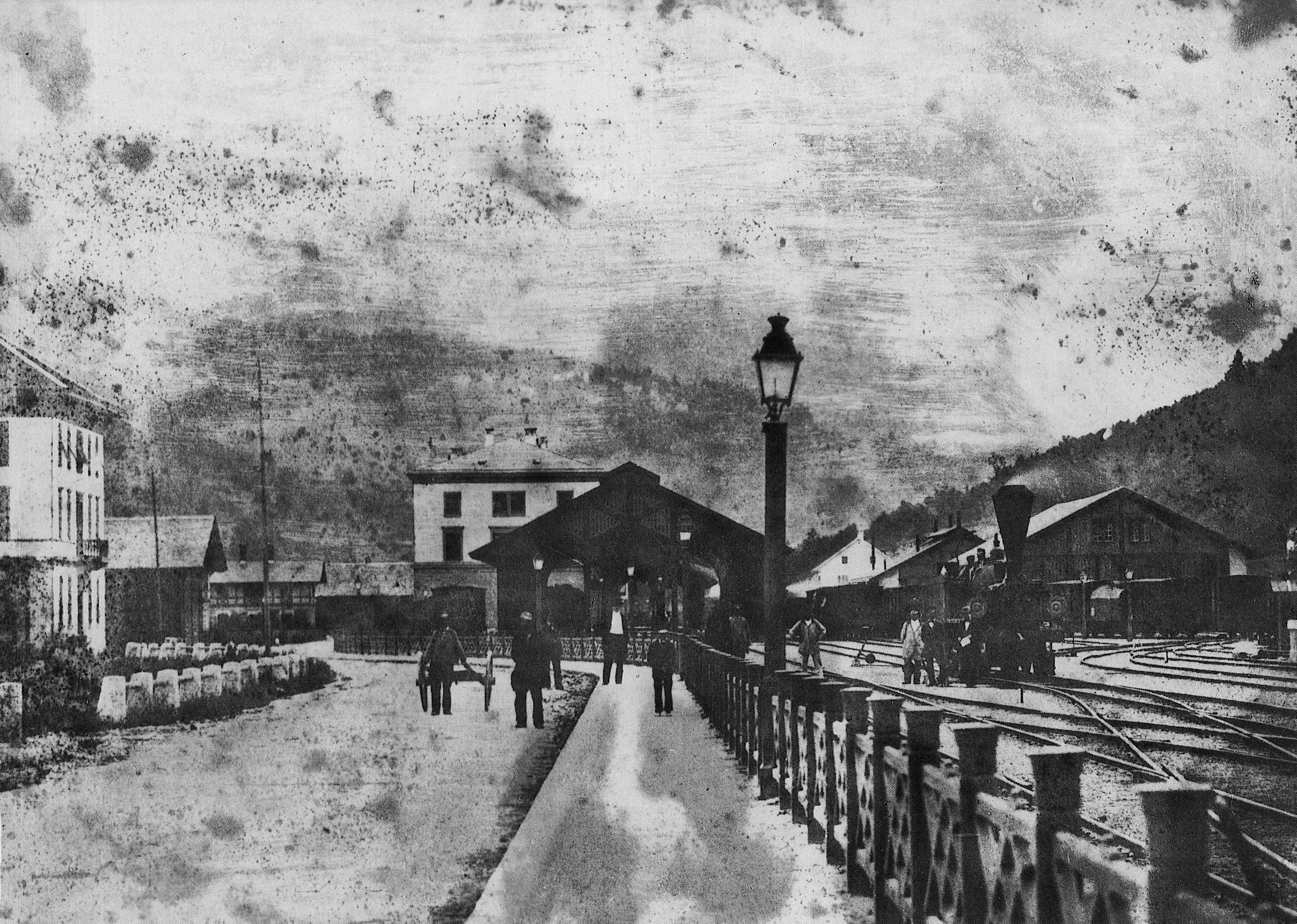
Stanice Olten kolem roku 1860

V okolí hradu pak vyrostla vesnice, která je poprvé zmiňována roku 1201 pod názvem Oltun. Přestože existují důkazy o dřívějším osídlení, založení města Olten se připisuje hrabatům z Frohburgu. Bohužel celý archiv shořel při požáru města v roce 1422, takže z tohoto období nejsou dosud k dispozici žádné dokumenty. Vesnici však ve 13. století prokazatelně vlastnila hrabata z Frohburgu, roku 1377 ji odkoupili Kyburgové a nakonec roku 1384 byla pod nadvládou Habsburků. 
V roce 1383 byl Olten obléhán Bernem a Solothurnem, ale bouře je donutila ustoupit, aniž by čehokoli dosáhli. Poté rozšířili fámu, že bouři vyvolala čarodějnice. Krátce nato byla v Niederbippu zatčena žena z Klusu jako „oltenská čarodějnice“. Jen díky přímluvě manželek radních unikla smrti upálením.
Od roku 1407 spadala vesnice pod město Basilej, které investovalo do infrastruktury. Velká část obce byla ale v letech 1411 a 1422 zničena při velkých požárech. Po druhém velkém požáru v roce 1422 se Basilej rozhodla Olten již více nepodporovat a nakonec jej roku 1426 prodala do zástavního držení města Solothurn. V roce 1532 byla práva panství převedena z basilejského biskupa na město Solothurn za 1800 guldenů.

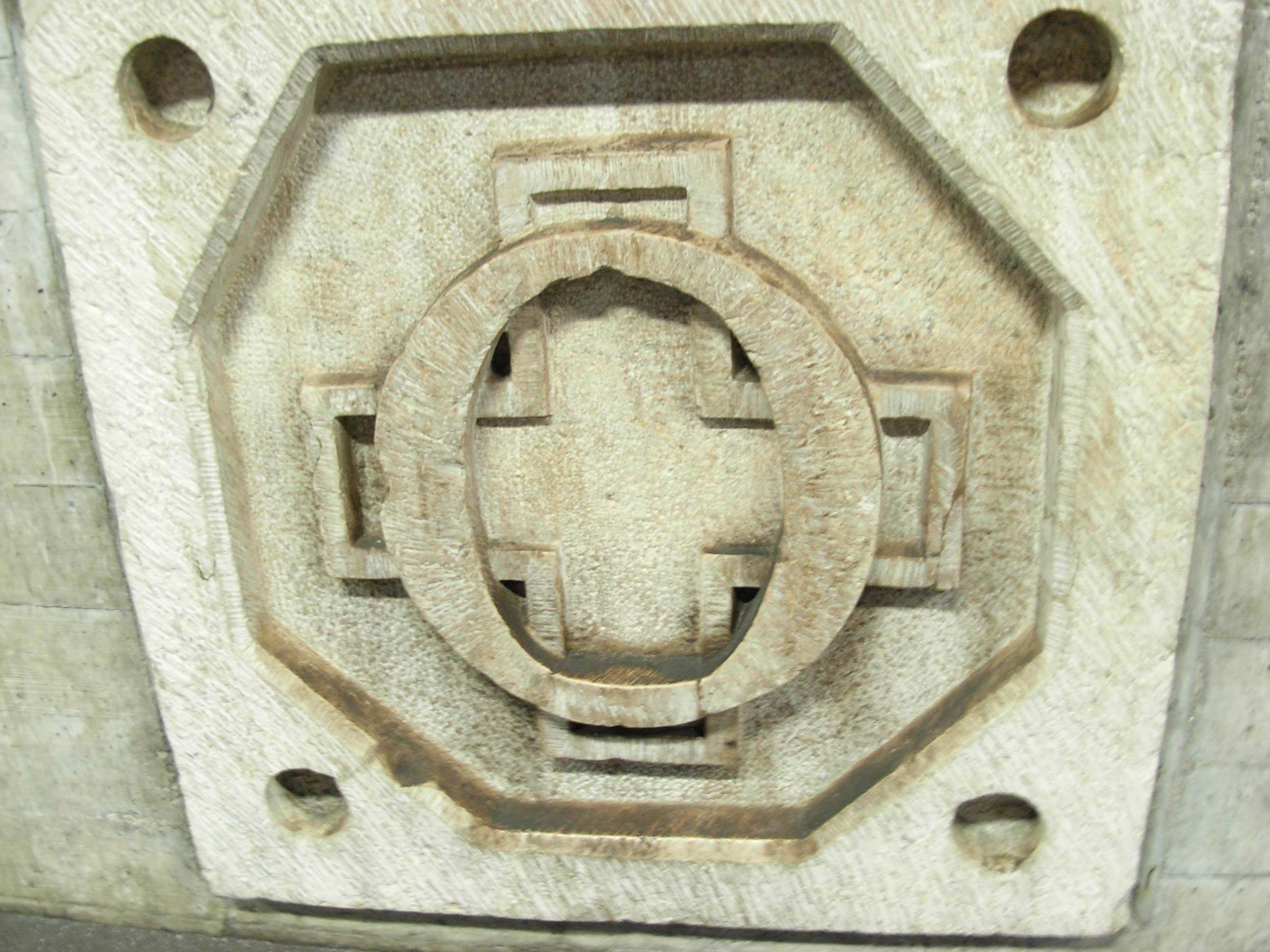
Nultý kilometrovník švýcarských železnic v Oltenu

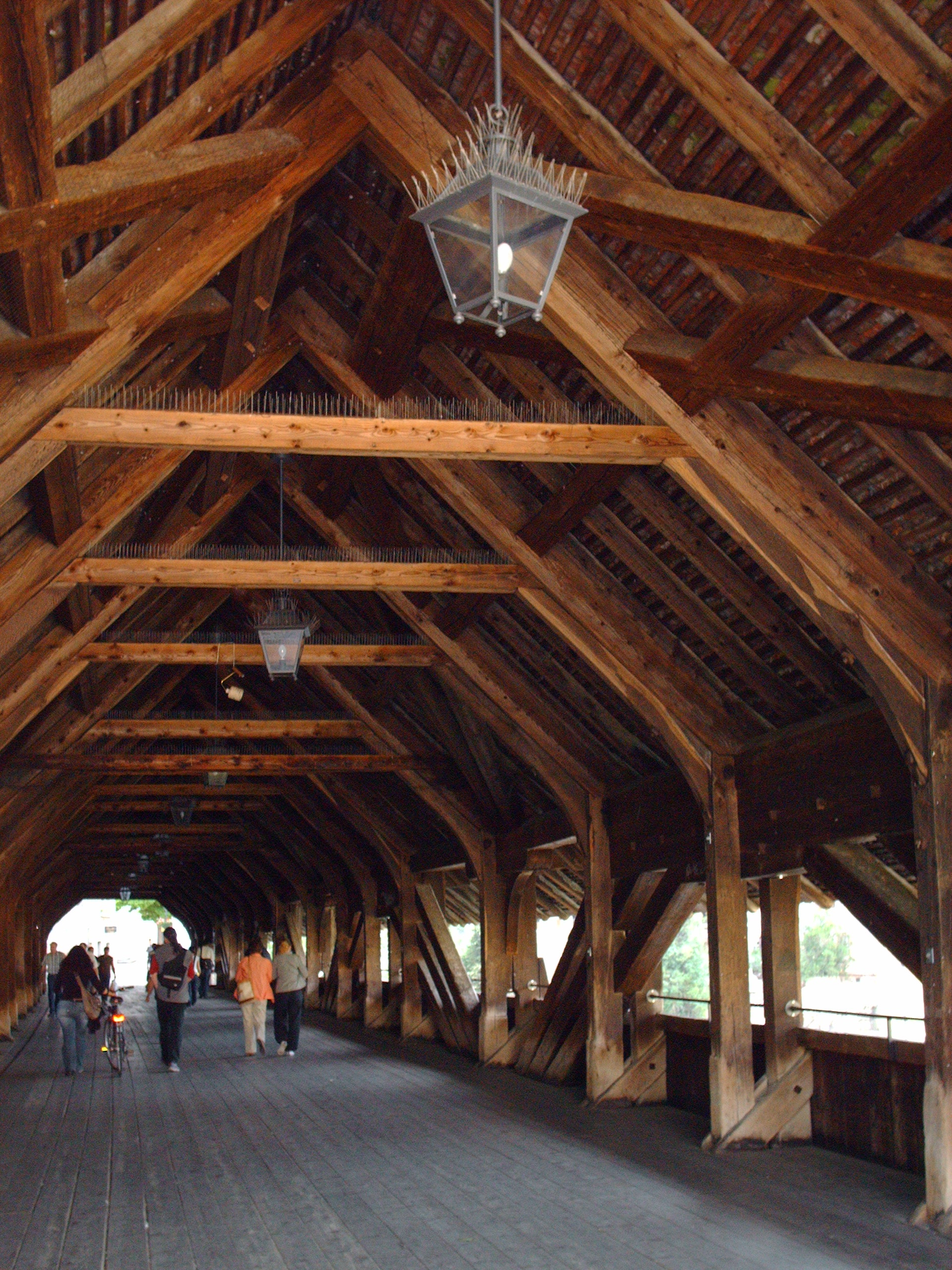
Krytý dřevěný most

Obecně byl Olten ve středověku a následně novověku považován za menší vesnici, kde byly dostupné pouze základní služby, například kováři nebo taverna. Roku 1600 se zdejší populace odhadovala na 500 obyvatel. V roce 1611 vypukla morová epidemie, která údajně zahubila všechny obyvatele Oltenu s výjimkou 14 osob. Roku 1653 Olten ztratil práva města jako trest za podporu rebelů při švýcarské rolnické válce. Obyvatelé Oltenu časem získali ke státním orgánům nechuť a francouzskou invazi roku 1798 vítali jako vysvobození. Teprve Helvétská republika 12. listopadu 1800 totiž obnovila městská práva a pečeť, uloženou v Solothurnu v roce 1653.
Olten poprvé dosáhl tisíce obyvatel v pozdějším 18. století. Rychlý růst nastal následně po zavedení železnice v roce 1856 a město se stalo průmyslovým a infrastrukturním centrem. I díky tomu před rokem 1900 mělo město 7000 obyvatel. Již před rokem 1880 byl Olten druhým největším městem v kantonu. Populace se navíc v průběhu 20. století ztrojnásobila a roku 1970 dosáhla 21 000. Od té doby ale opět poklesla na současných 17 000; i přesto zůstal těsně nejlidnatějším městem kantonu.
Kolem roku 1850 se Olten stal uzlem důležitých švýcarských železničních tratí a město zlákalo Švýcarskou centrální dráhu (Schweizerische Centralbahn) velkorysou nabídkou. Kámen s nultým kilometrem připomíná, že celá švýcarská železniční síť byla vyměřena z Oltenu.

## Obyvatelstvo
| Rok            | kolem 1660 | 1739 | 1798 | 1850 | 1900 | 1950   | 1970   | 2000   | 2020   |
| Počet obyvatel | cca 500    | 888  | 1223 | 1634 | 6969 | 16 485 | 21 209 | 16 757 | 18 496 |

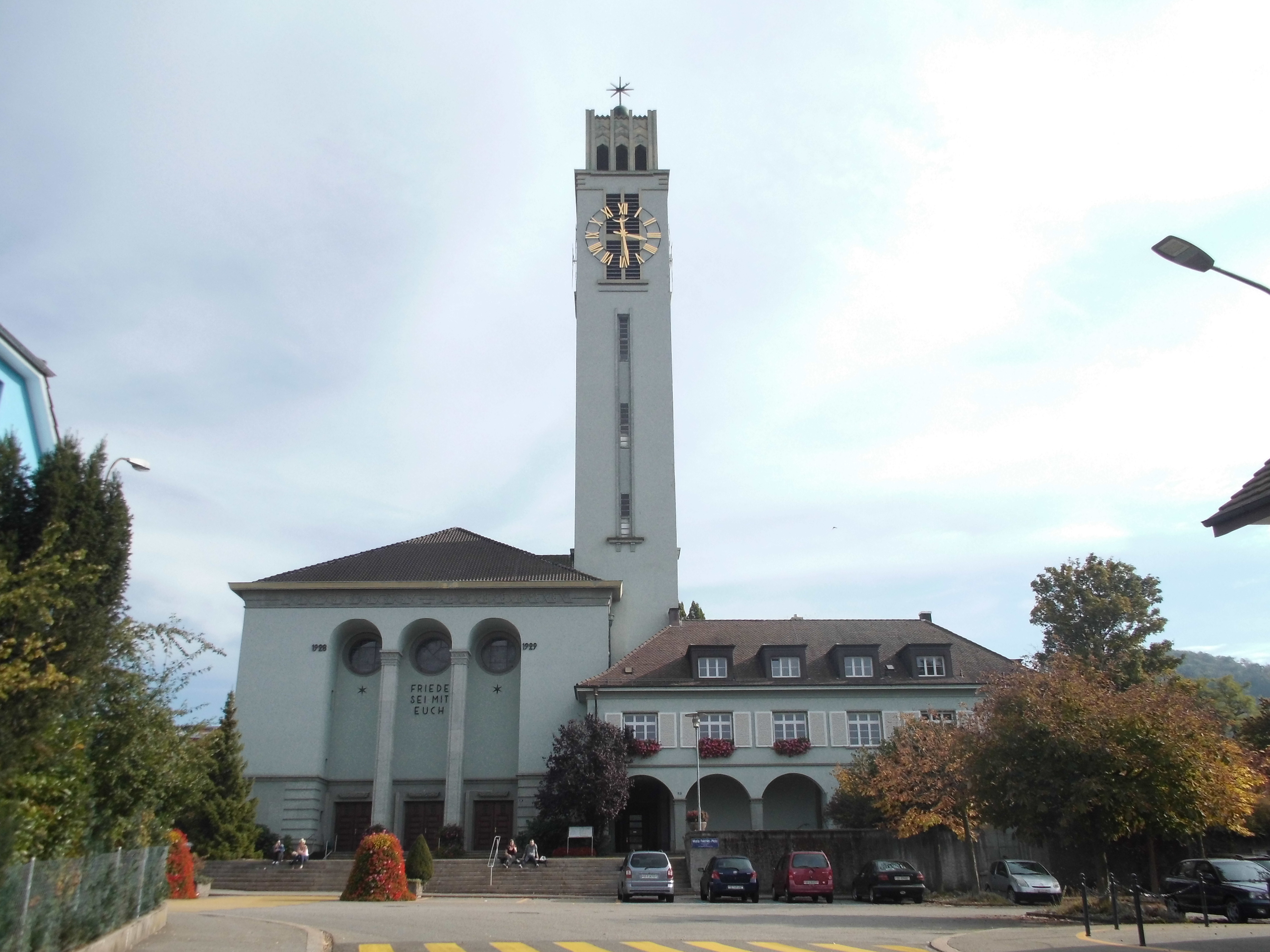
Evangelický kostel v Oltenu

Počet obyvatel Oltenu se ke konci 20. století snížil z více než 20 000 na necelých 17 000, a to v důsledku deindustrializace, ale také suburbanizace, která je v městských regionech běžná. V posledních letech počet obyvatel města opět vzrostl a v roce 2022 dosáhl více než 19 000.
Při sčítání lidu v prosinci 2000 tvořili 26 % obyvatel cizinci, přičemž největší podíl mají Italové a občané bývalé Jugoslávie.

### Jazyky
V Oltenu se tradičně mluví smíšeným dialektem němčiny, který se výrazně liší od dialektu města Solothurnu. Má podobnosti s nářečími z bernského regionu, basilejského regionu a dialektem Aargau, který je blízký curyšskému dialektu. V tomto ohledu se centrální poloha mezi třemi velkými švýcarskými centry odráží i jazykově.
Výraz Bahnhofbuffet Olten dialekt však neoznačuje oltenské nářečí, ale žertovně odkazuje na švýcarsko-německý dialekt, u něhož již nelze rozpoznat specifický regionální původ - pojmenován je podle oblíbeného centrálního místa setkávání národnostních spolků a neformálních setkání s účastníky ze všech čtyř světových stran kompasu, nádražního bufetu v Oltenu.

### Náboženství
Obyvatelstvo bylo dříve převážně římskokatolické. V důsledku přistěhovalectví ze zbytku Švýcarska se podíl obyvatel římskokatolického vyznání snížil a v prosinci 2004 činil 41 %. Následovali reformovaní s podílem 26 %. Bez vyznání je 12 % obyvatel.
Přestože kristokatolíci tvoří pouze 2 % obyvatelstva, má Olten pro kristokatolickou církev velký význam: první kristokatolickou farnost ve Švýcarsku zde v městském kostele založil Walther Munzinger z Oltenu, v roce 1875 se v Oltenu konala první celostátní synoda kristokatolickoé církve a oltenský kněz Eduard Herzog byl v roce 1876 zvolen prvním kristokatolickým biskupem. V Oltenu dosud existuje jedna z největších kristokatolických farností ve Švýcarsku.
Na hranici s Trimbachem se nachází farnost Sdružení apoštolských křesťanů a zároveň švýcarská správa tohoto společenství.

## Doprava

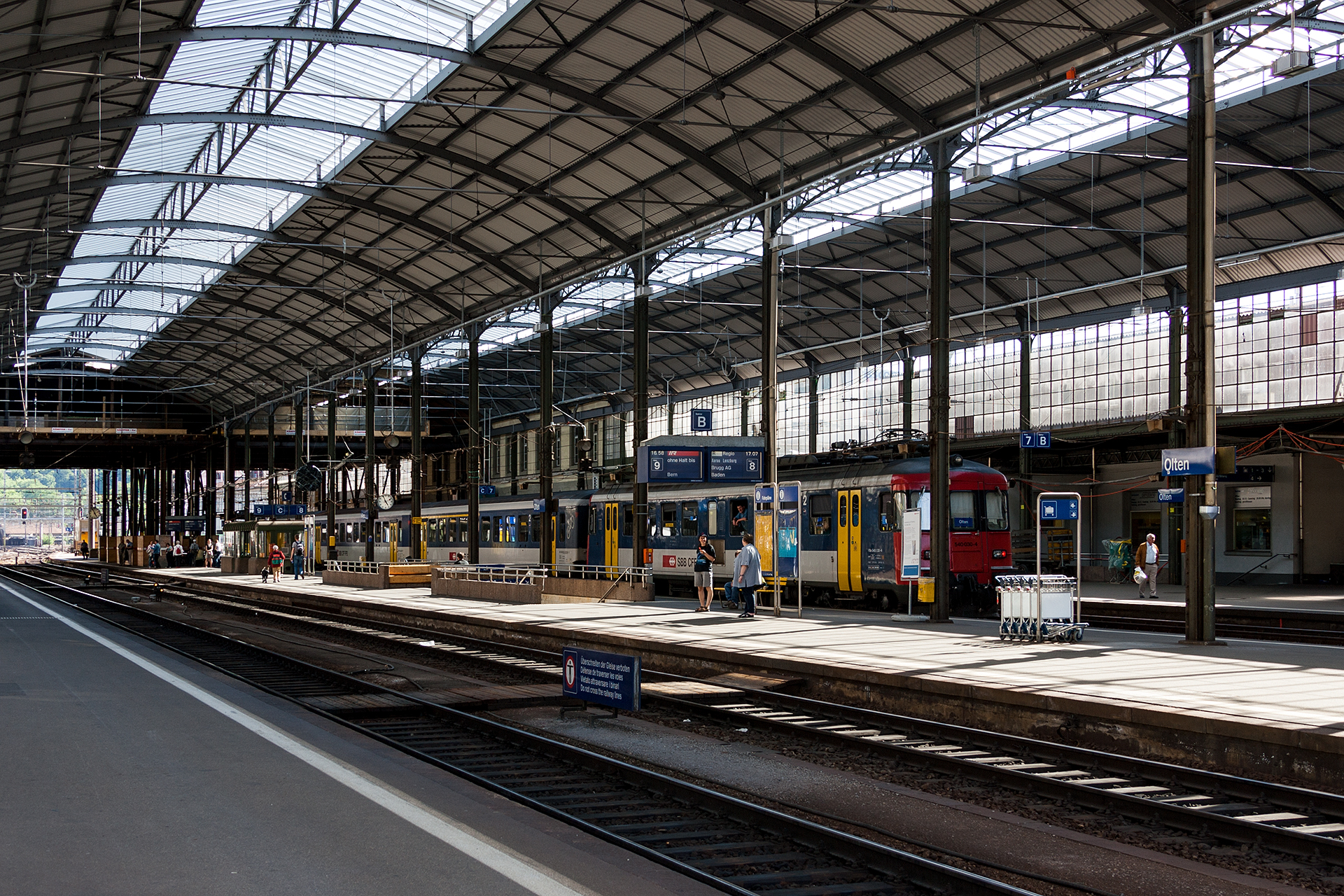
Železniční stanice Olten

Jako důležitý železniční uzel je Olten typickým železničním městem. Rozsáhlé železniční zázemí nádraží Olten se nachází východně od řeky Aary. Ve městě se sbíhá severojižní osa Basilej–Milán (trať Hauensteinbahn, Gotthardská dráha), západovýchodní osa Ženeva – St. Gallen (železniční trať Olten–Bern, jižní jurská trať) a několik regionálních tratí. Velké, prestižní ostrovní nádraží postavené v roce 1903 s nástupištní halou je uzlovou stanicí systému SBB, tj. vlaky sem přijíždějí vždy v celou hodinu a půl ze všech směrů. Cestující tak mohou snadno a rychle přestupovat. Železniční provoz sledují výpravčí v centrálním operačním středisku (BZ), které je dobře viditelné vedle nástupišť. Z Centrálního operačního střediska, které bylo otevřeno 1. března 2015, je řízen vlakový provoz na severních Gotthardských a Simplonských přivaděčích a také provoz SBB ve směru západ-východ.
V tomto centrálním bodě sítě severně od osobního nádraží má SBB také seřaďovací nádraží, které je však poměrně malé, od roku 1927 nemá svážný pahrbek a od roku 2008 se nepoužívá k seřaďování vlaků. Koleje jsou však stále využívány k jiným účelům. Kromě toho je zde v provozu několik oddělení údržby, včetně velké průmyslové dílny SBB, dříve známé jako „hlavní dílna“. Na jaře 2011 se do svého sídla v Oltenu nedaleko nádraží přestěhovala společnost SBB Cargo International.
Olten je důležitým železničním uzlem na východozápadní a severojižní ose. Olten je proto často volen pro setkání firem a národních organizací, která se konají například v bufetu oltenského nádraží.

## Pamětihodnosti
Mezi zajímavá místa Oltenu se řadí vlakové nádraží nebo krytý most přes řeku Aaru. Kulturní záležitostí je i zvonice švýcarské reformované církve. Každoročně 1. srpna se zde koná přehlídka ohňostrojů, které bývají pouštěny z lodí plovoucích po řece. Ve městě se nachází i dvě knihovny a Univerzita aplikovaných věd. Hokejový tým EHC Olten hraje 2. švýcarskou národní ligu (NLB) a mají i vlastní stadion s 6270 místy, z toho 980 k sezení.

## Osobnosti

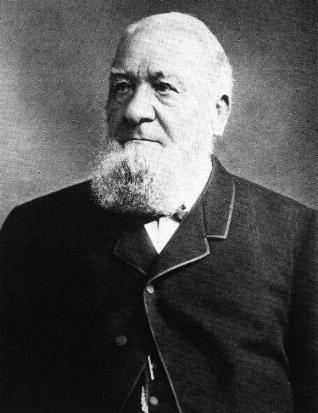
Niklaus Riggenbach

- Niklaus Riggenbach (1817–1899), konstruktér, vynálezce a stavitel železnic
- Paul Hermann Müller (1899–1965), chemik
- Bruno Bernard Heim (1911–2003), katolický kněz a biskup
- Gökhan Inler (* 1984), fotbalista
- Denis Malgin (* 1997), hokejista

## Partnerská města
Olten podepsal smlouvu s těmito městy:
- Altenburg, Německo